# Helena Kobusińska
Helena Kobusińska (ur. 1929, zm. we wrześniu 2014) – polska śpiewaczka operowa (sopran), solistka bydgoskiej Opery związana z nią (początkowo jako artystka chóru) od 1958 do 2000 roku.

## Życiorys
Pochodzi z muzykalnej toruńskiej rodziny. Po ukończeniu Średniej Szkoły Muzycznej w Toruniu (1958) u prof. Konstancji Święcickiej, zaczęła pracę w chórze Studia Operowego w Bydgoszczy. W pierwszym okresie wokalnej kariery występowała w wielu imprezach estradowych i audycjach szkolnych. Nie zaprzestała kształcenia głosu, jeżdżąc do Gdańska na lekcje do prof. J. Iglikowskiej. 
W 1964 r. weszła partią Micaeli w premierze „Carmen” G. Bizeta w poczet solistów bydgoskiej sceny muzycznej. Największe sukcesy odnosiła w latach 60. i 70. Śpiewała wtedy m.in.: Celinę we „Fra Diavolo” D.F Aubera (1965), Jenny Diver w „Operze żebraczej” B. Brittena (1968), Stasię w „Księżniczce czardasza” I. Kálmána (1986), Franzi w „Wiedeńskiej krwi” J. Straussa (1968), Małgosię w „Jasiu i Małgosi” E. Humperdincka (1969), Madame Silberklang w „Dyrektorze teatru” W.A. Mozarta (1970), Mi w „Krainie uśmiechu” F. Lehára (1970), Paminę w „Czarodziejskim flecie” W.A. Mozarta (1971), Hortensję w „Balu w operze” R. Heubergera (1971), Angelę w „Hrabim Luksemburgu” F. Lehára (1974). Brała udział w kolejnych bydgoskich premierach tych samych oper, kreując w nich różne postacie. 
Po przejściu na emeryturę nie zerwała kontaktu z Operą Nova, pełniąc różne funkcje techniczne (inspicjent, tłumacz) oraz role drugoplanowe w spektaklach, np. „My Fair Lady” F. Loewe (1993), czy też „Skrzypka na dachu” J. Bocka.